# Арлан, Марсель
Марсель Арла́н (фр. Marcel Arland; 5 июля 1898 — 12 января 1986) — французский писатель, эссеист, литературный критик и журналист. В качестве главного редактора журнала Nouvelle Revue Française (Новое французское обозрение, NRF), оказал значительное влияние на современную французскую литературу.

## Биография
Потерял родителей в возрасте трёх лет, что наложило отпечаток на всю его дальнейшую жизнь и мотивы творчества. На его литературный стиль повлияли писатели, принадлежащие к группе французских моралистов, такие как Блез Паскаль, Жан де Лабрюер, Стендаль и другие.
В юности отправился в Париж, чтобы учиться в Сорбонне, где вместе с Рене Кревелем и Рожером Витру основал дадаистскую газету Aventure. В 1924 году в литературном журнале Nouvelle Revue française опубликовал привлёкшую значительное внимание статью Un nouveau mal du siècle («Новая болезнь века»), в которой подверг критике идеи сюрреализма.
Арлан был удостоен Гонкуровской премии за воспитательный роман L’Ordre в 1929, что позволило ему прекратить преподавательскую карьеру и поступить на постоянную работу в Nouvelle Revue française, возглавляемый французским писателем Жаном Поланом.
Во время Второй мировой войны, когда NRF во главе с Пьером Дриё ла Рошелем сотрудничал с нацистской Германией, Арлан выступил против журнала. После освобождения NRF был запрещен, и только в 1953 году журнал был восстановлен Поланом, который назначил Арлана своим заместителем. После смерти Полана в 1968 году Арлан возглавил NRF и оставался директором журнала до 1977 года.
В 1969 году Арлан был избран в члены Французской академии, заняв место скончавшегося Андре Моруа (хотя до приглашения всю жизнь говорил, что принципиально никогда не займёт места ни в какой академии).
В 1952 ему была присуждена Большая литературная премия Французской академии, а в 1960 — Большая национальная премия за всё творчество.
После смерти писателя его рукописи и переписка были переданы библиотеке Жака Дусе. Похоронен в своей родной деревне Варен-сюр-Амансе, которая в 1972 году слилась с деревнями Шезо-су-Варенн и Шампиньи-су-Варенн в муниципалитет Терр-Наталь. Название объединённого муниципалитета и кантона было выбрано из романа, написанного Арланом в 1938 году, в котором автор описывает своё детство в родном краю. Объединённый муниципалитет продолжал существовать до 2012 года, когда деревни вновь обрели независимость. Название кантона сохранялось до 2015 года.